# دیوید کلنون
دیوید کلنون (انگلیسی: David Clennon؛ زادهٔ ۱۰ مهٔ ۱۹۴۳) هنرپیشه اهل ایالات متحده آمریکا است.
از فیلم‌ها یا برنامه‌های تلویزیونی که وی در آن نقش داشته‌است می‌توان به موجود، گم‌شده، در راه افتخار، سیریانا، شهر نقره‌ای، مرکز شهر، حضور، بازگشت به وطن، مردان واقعی، عاشق شدن، رویاهای شیرین، گمشده در جنگل، دختر گم‌شده، اقدامات فوق‌العاده، آن پسر دخترم است، خواب سبک، خانم‌ها و آقایان، لکه‌های شگفت‌انگیز، دکتر خوب و رحمت قلب من اشاره کرد.
وی برنده جوایزی همچون جایزه امی ساعات پربیننده شده‌است.